# Skælskør Lystskov
Skælskør Lystskov er et område på den vestlige side af Skælskør Nor. Det har tidligere været kendt som "Borreby Dyrehave"